# Jaromír Drábek
Pour les articles homonymes, voir Drabek.
Jaromír Drábek (né le 5 mars 1965 à Jablonec nad Nisou) est un homme politique tchèque, membre du parti TOP 09. Il est ministre du Travail et des Affaires sociales dans le gouvernement de Petr Nečas depuis 2010.
Il annonce, le 3 octobre 2012, qu'il quittera le gouvernement à la fin du mois, assumant la responsabilité politique d'un scandale de corruption. Son départ est effectif le 31 et Ludmila Müllerová le remplace le 16 novembre.